# Atanoğlu, Borçka
Atanoğlu là một xã thuộc huyện Borçka, tỉnh Artvin, Thổ Nhĩ Kỳ. Dân số thời điểm năm 2010 là 286 người.